# Сан-Пьетро-ин-Черро
Сан-Пьетро-ин-Черро (итал. San Pietro in Cerro) —  коммуна в Италии, располагается в регионе Эмилия-Романья, в провинции Пьяченца.
Население составляет 948 человек (2008 г.), плотность населения составляет 35 чел./км². Занимает площадь 27 км². Почтовый индекс — 29010. Телефонный код — 0523.

## Демография
Динамика населения:

## Администрация коммуны
- Официальный сайт: